# Mydaea neobscura
Mydaea neobscura este o specie de muște din genul Mydaea, familia Muscidae, descrisă de John Otterbein Snyder în anul 1949. Conform Catalogue of Life specia Mydaea neobscura nu are subspecii cunoscute.